# Perlen-Falterfisch
Der Perlen-Falterfisch (Chaetodon reticulatus) ist eine Art aus der Familie der Falterfische.

## Merkmale
Der Perlen-Falterfisch erreicht eine maximale Länge von 18 Zentimetern.
Der Fisch hat einen schwarzen, hochrückigen und seitlich abgeflachten Körper. In Richtung der Rückenflosse verblasst die schwarze Grundfarbe zu einem Grauton. Über das Auge des Fisches verläuft ein schwarzes Band, welches an beiden Rändern gelb umsäumt ist. In Richtung der Kiemen schließt sich ein breiteres, helles Band an. Auch die Rückenflosse des Perlen-Falterfisches ist bis auf einen gelben Rand weiß, wohingegen dessen Afterflosse schwarz ist und an ihrem hinteren Flossensaum einen orangen Fleck aufweist. Die Schwanzflosse des Fisches ist weiß-blau und zeichnet sich durch ein gelbes Band, welches am Flossensaum durch ein schwarzes Band begrenzt wird, aus. Bei juvenilen Perlen-Falterfischen ist die Schwanzflosse transparent. Die Mitte der Schuppen des Fisches ist im oberen Teil des Körpers grau gefärbt, wohingegen sie im unteren Teil des Körpers zitronengelb ist.
- Flossenformel: Dorsale XII–XIII/26–29, Anale III/20–22[1]

## Verbreitung
Das Verbreitungsgebiet des Perlen-Falterfisches erstreckt sich über weite Teile des westlichen Pazifiks: Von Taiwan im Westen bis nach Hawaii, Pitcairn und den Marquesas im Osten sowie von den japanischen Ryūkyū-Inseln im Norden bis nach Neukaledonien und Rapa Iti im Süden. In Australien kommt der Perlen-Falterfisch im Great Barrier Reef sowie bis zu den Solitary Islands im Süden vor.

## Vorkommen und Verhalten
Der Perlen-Falterfisch ist meist in Außenriffen anzutreffen, kann jedoch auch in Lagunen mit üppigem Korallenbewuchs vorkommen. Der Perlen-Falterfisch hält sich in einer Tiefe von einem bis 30 Metern auf.
Der Fisch ernährt sich vorwiegend von Steinkorallen der Gattung Acropora. Die Fische sind getrenntgeschlechtlich und eierlegend, wobei die Befruchtung außerhalb des Körpers stattfindet. Der Perlen-Falterfisch ist in der Regel paarweise anzutreffen, wurde jedoch auch schon als Einzelgänger oder in kleinen Gruppen beobachtet; zumindest zur Fortpflanzungszeit bilden Perlen-Falterfische Paare, die sich monogam fortpflanzen. Die Fische sind ziemlich widerstandsfähig, was sich darin widerspiegelt, dass sich ihre Population in weniger als 15 Monaten verdoppelt.

## Taxonomie und Benennung
Der Perlen-Falterfisch wurde zuerst 1831 vom französischen Naturforscher Cuvier formell beschrieben, wobei als Typenfundort Tahiti angegeben wurde. Das Artepitheton bedeutet netzförmig und bezieht sich auf das durch das Zusammenspiel von schwarzem Körper und grauen bis zitronengelben Schuppenzentren hervorgerufene Erscheinungsbild des Fisches.

## Systematik
Der Perlen-Falterfisch ist nah mit dem Orangestreifen-Falterfisch und Meyers Falterfisch verwandt. Zusammen bilden sie die Untergattung Citaroedus, aber da dieser Name bereits für eine Gattung der Weichtiere vergeben worden war, ist er nicht gültig. Diese Untergattung ist wahrscheinlich eng mit der Untergattung Corallochaetodon verwandt, zu der beispielsweise der Indische Rippen-Falterfisch gehört.

## Gefährdung
Der Perlen-Falterfisch wird zwar gelegentlich für den Aquarienhandel gefangen, aber dies scheint keine schwerwiegenden Auswirkungen auf die Population zu haben. Dagegen wird angenommen, dass der Perlen-Falterfisch auf Korallen der Gattung Acropora angewiesen ist und bei einer anhaltenden Abnahme der Bestände dieser Korallen gefährdet ist. Aktuell befindet sich der Perlen-Falterfisch in der Kategorie unzureichende Datengrundlage der Roten Liste gefährdeter Arten der IUCN.

## Aquarienhaltung
Der Perlen-Falterfisch kann zwar im Aquarium gehalten werden, verhungert aber in den meisten Fällen aufgrund seiner auf Korallenpolypen basierenden Ernährungsweise.